# فرودگاه شهری اسکودا (میزوری)
 فرودگاه شهری اسکودا (میسوری) (به انگلیسی: Osceola Municipal Airport (Missouri)) یک فرودگاه همگانی بهره‌برداری هوایی است که یک باند فرود چمن و شن دارد و طول باند آن ۷۴۱ متر است. این فرودگاه در کشور ایالات متحده آمریکا قرار دارد و در ارتفاع ۲۷۴ متری از سطح دریا واقع شده است.